# Cosma e Damiano
I santi Cosma e Damiano, noti anche come santi medici (in greco antico: Κοσμᾶς καί Δαμιανός?, Kosmâs kaí Damianós; in latino Cosmas et Damianus; Egea, 260 circa – Cirro, 303), sono stati due medici romani, gemelli e fratelli maggiori dei santi Antimo, Leonzio ed Euprepio. Secondo la tradizione furono nella prima generazione di martiri sotto l'impero di Diocleziano: sono venerati da tutte le Chiese cristiane che ammettono il culto dei santi.
Dal momento che non vollero mai denaro o beni in cambio della loro pratica di medici e guaritori, furono soprannominati Anargyroi (dal greco antico Ἀνάργυροι, "senza argento" o "Santi non mercenari"). È stato detto che grazie a queste opere convertirono molte persone alla fede cristiana.

## Storia

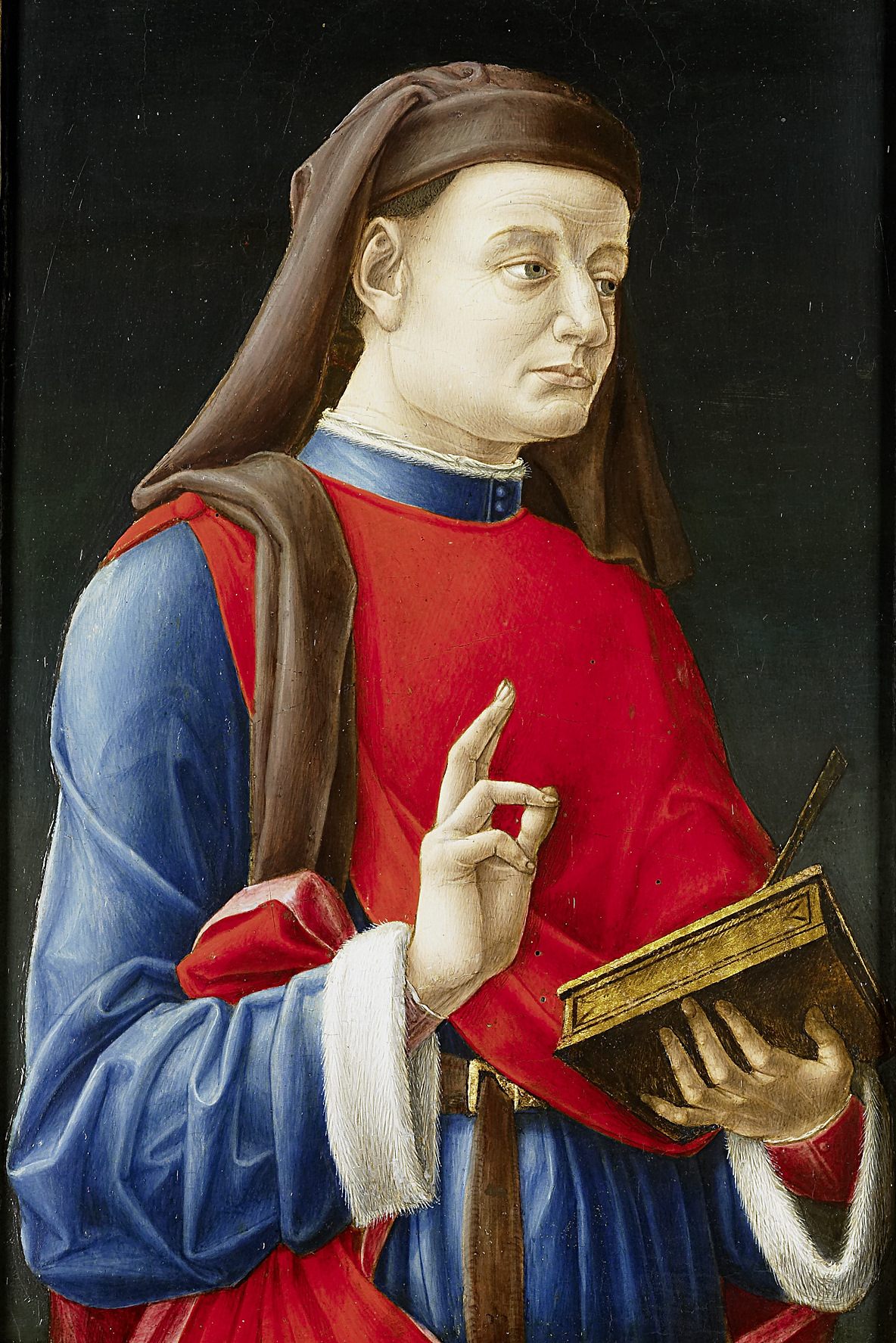
San Cosma, dipinto di Bartolomeo Vivarini

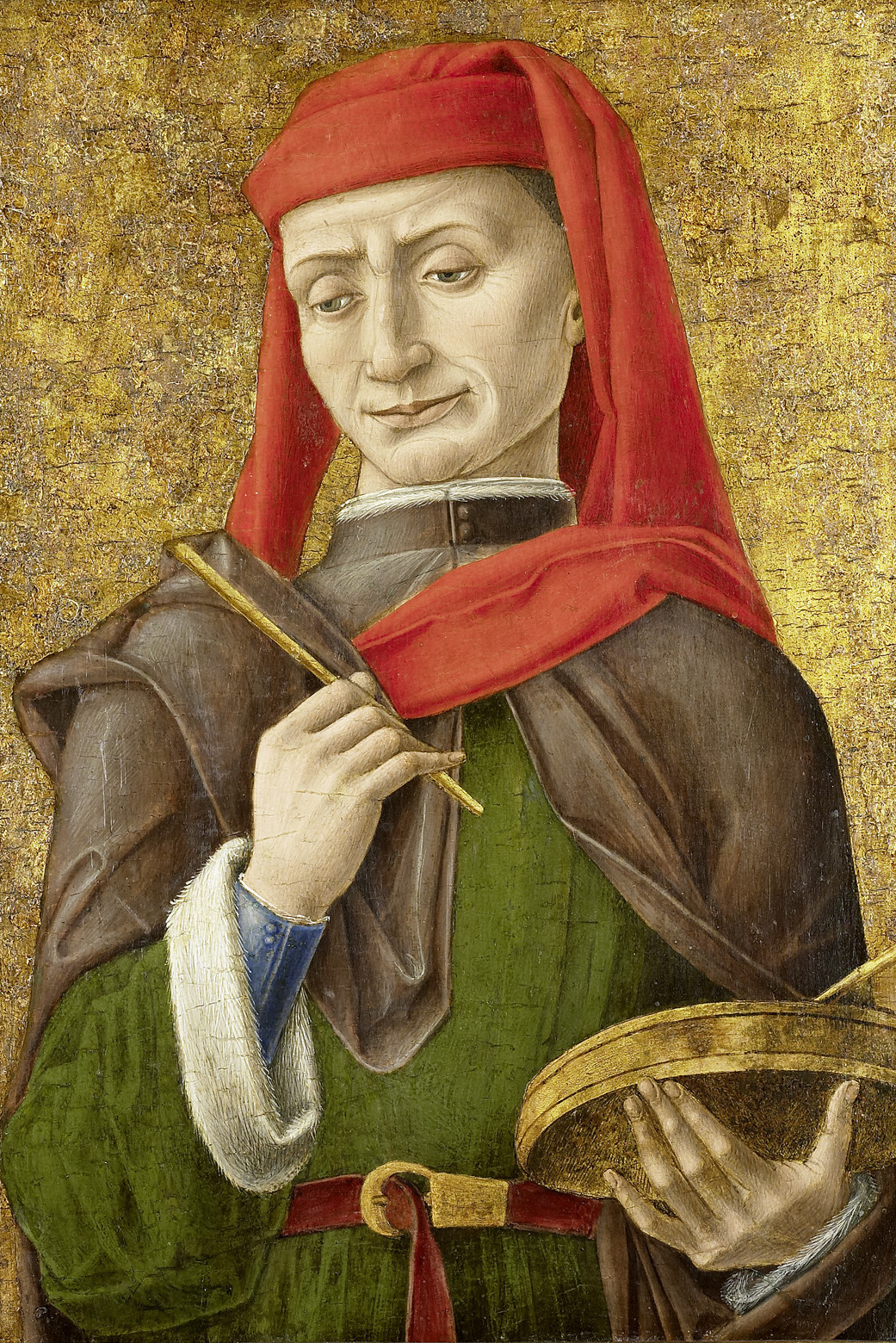
San Damiano, dipinto di Bartolomeo Vivarini

Le fonti pervenuteci non sono pienamente concordanti tra loro, pur avendo molti aspetti comuni, ma riportano tre diverse tradizioni:
- una tradizione "asiatica", originatasi a Costantinopoli, capitale dell'Impero bizantino;
- una tradizione "romana" affermatasi soprattutto in Siria;
- una tradizione "araba", che però si diffuse soprattutto nell'Europa occidentale (Roma).

Tutte e tre le tradizioni fanno riferimento a "fratelli, gemelli e medici. Damiano viene però perlopiù considerato il fratello minore e non gemello". Questi erano in grado di operare prodigiose "guarigioni" e "miracoli", e la loro azione era completamente gratuita nei confronti di tutti, da qui l'appellativo "anàrgiri" (dal greco anargyroi = senza denaro). Con questo termine si designavano nella Chiesa greca i santi che, secondo gli scritti agiografici, esercitavano la medicina senza alcuna retribuzione. Grazie a questa fama, i due diventarono tradizionalmente santi protettori dei medici e dei farmacisti.
Pare che i due fossero originari dell'Arabia, appartenenti ad una ricca famiglia. Il padre, Niceforo, si convertì al cristianesimo dopo la loro nascita, ma morì durante una persecuzione in Cilicia; la madre, Teodota (o Teodora), da più tempo cristiana, si occupò della loro prima educazione. Dopo aver appreso l'arte medica nella provincia romana di Siria, praticarono la loro professione nella città portuale di Ægea, in Cilicia, sul golfo di Alessandretta (attuale Turchia).
Nota è la loro gratuità nell'operare i loro servizi medici, in applicazione del  monito di Asclepio: «Darete delle cure gratuitamente, se c'è da soccorrere un povero o uno straniero, perché dove c'è l'amore degli uomini c'è l'amore dell'arte» . Uno dei loro più celebri miracoli, tramandati dalla tradizione, fu quello di aver sostituito la gamba ulcerata di un loro paziente con quella di un etiope morto di recente.
Secondo la passio, tuttavia, in una sola occasione era stata elargita ai santi una ricompensa, di tre uova nelle mani del fratello minore Damiano, da parte di una contadina, Palladia, un'emorroissa, miracolosamente guarita. Cosma era rimasto tanto deluso e mortificato per quel gesto, da esprimere la volontà che le sue spoglie fossero deposte, dopo la morte, lontane da quelle del fratello.
Durante le persecuzioni dei cristiani promosse dall'imperatore illiro-romano Diocleziano (284 – 305) furono fatti arrestare dal prefetto di Cilicia, Lisia. Avrebbero quindi subito un feroce martirio, così atroce che su alcuni martirologi è scritto che essi furono martiri cinque volte. I supplizi subiti da Cosma e Damiano differiscono secondo le fonti. Secondo alcune furono dapprima lapidati, ma le pietre rimbalzarono contro i soldati; secondo altre furono crudelmente fustigati, crocefissi e bersagliati dai dardi, ma le lance rimbalzarono senza riuscire a fare loro del male; altre fonti ancora narrano che furono gettati in mare da un alto dirupo con un macigno appeso al collo, ma i legacci si sciolsero e i fratelli riuscirono a salvarsi, e ancora incatenati e messi in una fornace ardente, senza venire bruciati.
Furono quindi decapitati, assieme ai loro fratelli più giovani (o discepoli), Antimo, Leonzio ed Euprepio, nella città di Cirro, nei pressi di Antiochia.

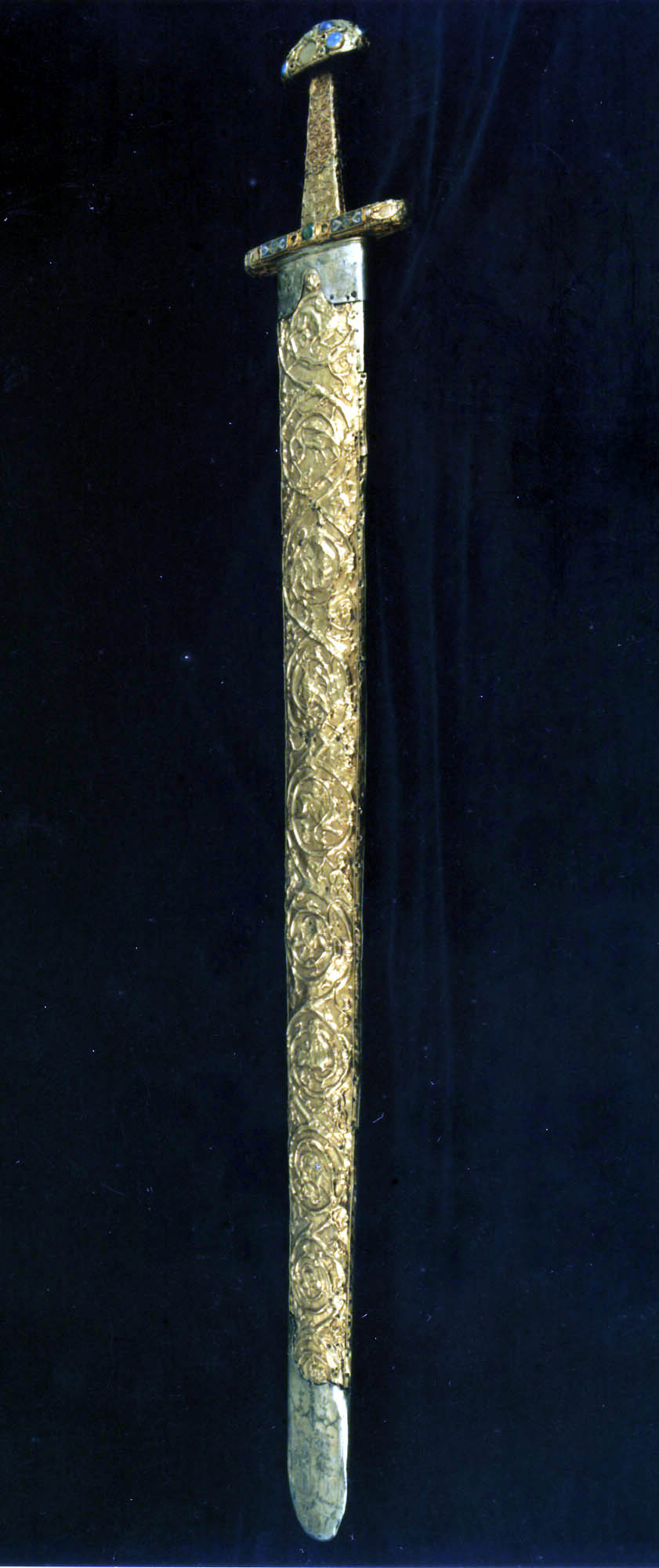
La spada conservata nel tesoro del duomo di Essen che secondo la tradizione sarebbe servita per la decapitazione dei Santi Cosma e Damiano (in realtà risale al X secolo)

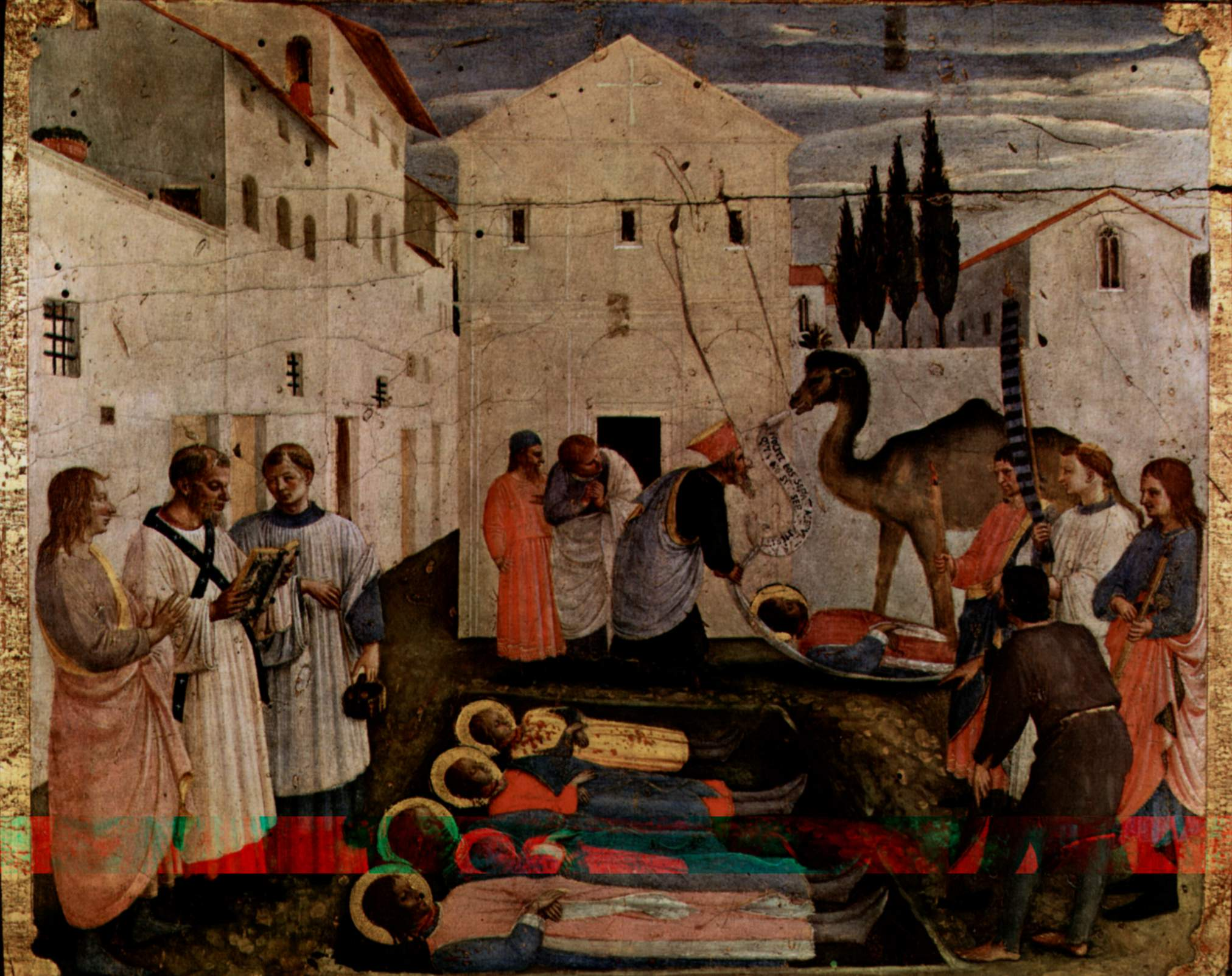
Beato Angelico, Sepoltura dei santi Cosma e Damiano

Dopo il loro martirio, coloro che avevano assistito al macabro spettacolo vollero dare degna sepoltura a coloro che tanto bene avevano elargito in vita, cercando anche di rispettare la volontà di Cosma circa la separata sepoltura: ciò fu loro impedito da un cammello che, secondo la leggenda, prese voce, dicendo che Damiano aveva accettato quella ricompensa solo perché mosso da spirito di carità, onde evitare che quella povera donna potesse sentirsi umiliata dal rifiuto. I presenti diedero dunque sepoltura ai loro corpi deponendoli l'uno a fianco dell'altro.
Il culto dei santi Cosma e Damiano, invocati come potenti taumaturghi, iniziò subito dopo la loro morte. Il vescovo di Cirro, Teodoreto († 458), parla già della divisione delle loro reliquie, inviate alle numerose chiese già sorte in loro onore (a Gerusalemme, in Egitto, in Mesopotamia); l'imperatore Giustiniano I e il patriarca Proclo dedicarono ai santi una basilica di Costantinopoli che divenne meta di numerosi pellegrinaggi; anche a Roma papa Felice IV (526 - 530) edificò, sul sito dell'antico Templum Romuli e della Bibliotheca Pacis, nel Tempio della Pace, una basilica a loro intitolata e ne favorì il culto in opposizione a quello per i pagani Castore e Polluce. Sono entrambi menzionati nel Canone Romano.
I crani dei santi vennero traslati da Roma nel X secolo e portati a Brema: nel 1581 Maria, figlia di Carlo V, li donò alla chiesa del convento delle clarisse di Madrid: le stesse reliquie sono però venerate anche nella chiesa di San Michele Arcangelo a Monaco di Baviera dove, in base all'iscrizione sul reliquiario, vennero poste nel XV secolo. Il primo documento che attesta la presenza delle reliquie delle braccia dei Santi a Bitonto è del 1572, data di svolgimento della visita pastorale di monsignor Musso.
Il culto di questi santi taumaturghi, secondo quanto risulta da alcune testimonianze iconografiche, fu introdotto in Bitonto fin dal XIV secolo.

## Ricorrenze
Le tre tradizioni della vita dei Santi Cosma e Damiano furono inoltre inserite nel contesto dei libri liturgici greci, e ad ogni tradizione fu indicato il giorno festivo specifico:
- la tradizione "asiatica" il 1º novembre
- la tradizione "romana" il 1º luglio
- la tradizione "arabica" il 17 ottobre
- la tradizione cattolica stabilì invece la memoria liturgica il 27 settembre (probabilmente il giorno della dedicazione della basilica romana, secondo il calendario tradizionale utilizzato tuttora per la Messa Tridentina); tuttavia Paolo VI la spostò al 26 settembre, rendendone il culto facoltativo.
- la Chiesa ortodossa fissò per la loro commemorazione il 1º luglio, il 17 ottobre e il 1º novembre, a seconda dei vari costumi locali.
- la tradizione "bitontina" la 3° domenica di ottobre[2]

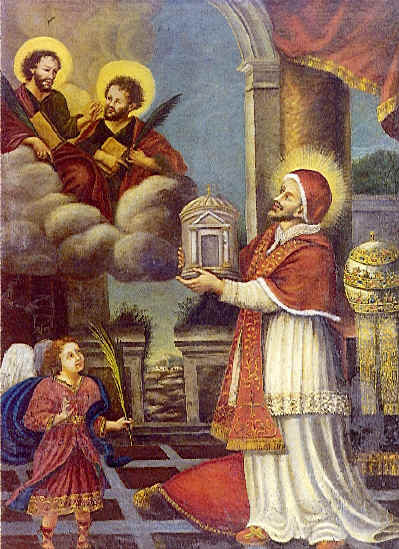
Papa Felice IV dona ai Santi Medici la basilica a loro intitolata

## Culto e patronati
Lista di patronati:
- bambini, orfanotrofi;

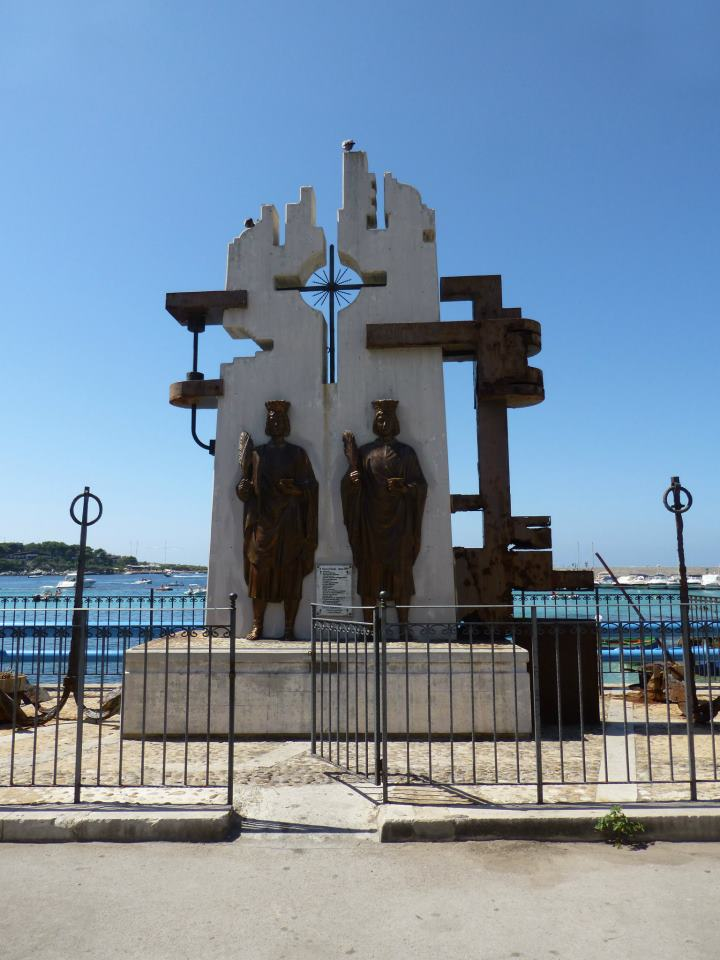
San Cosma e San Damiano (Sferracavallo, 2012)

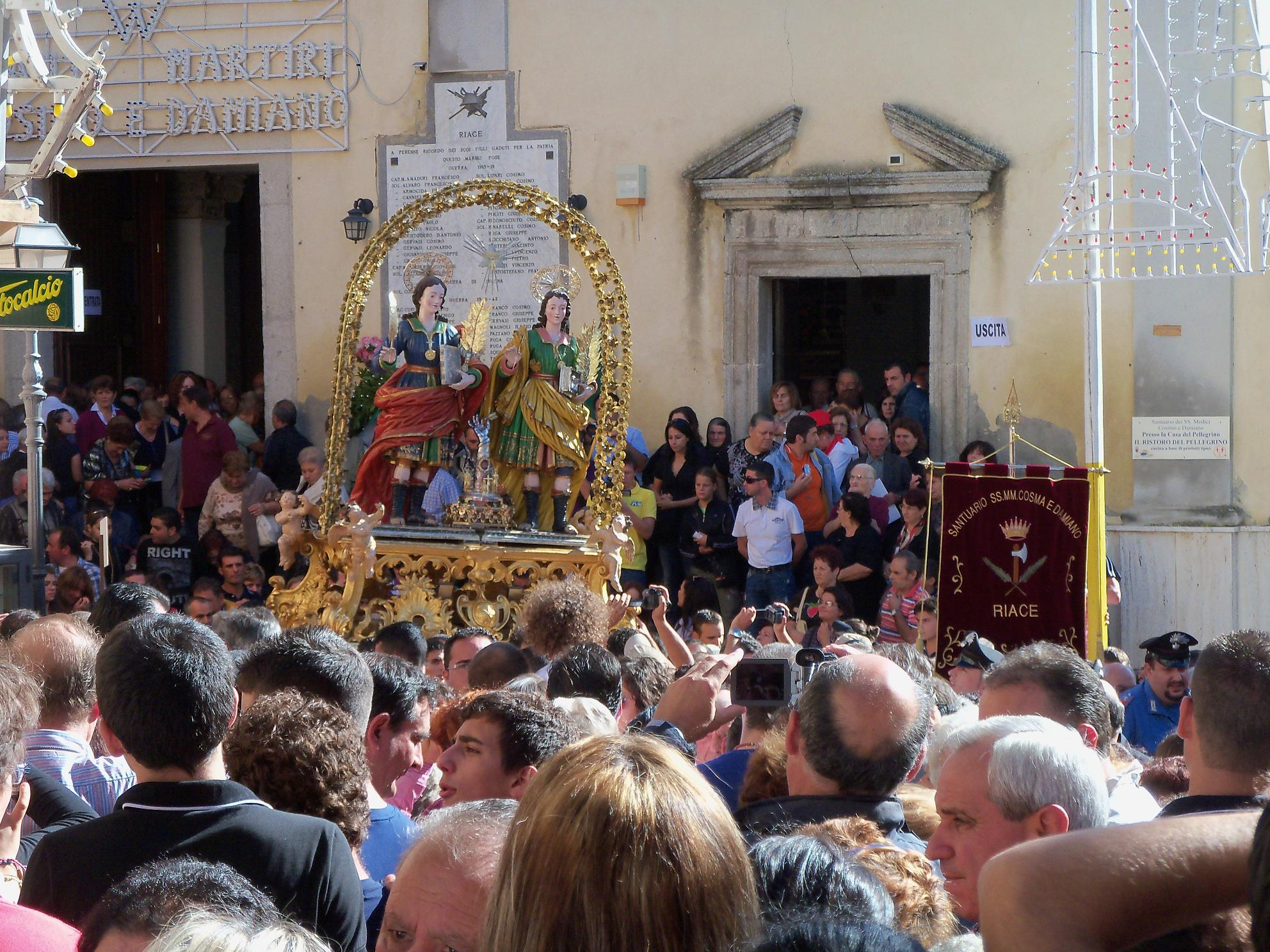
Festa dei santi Cosma e Damiano a Riace nel 2010

- medici, chirurghi, dentisti, farmacisti, veterinari;
- barbieri, pasticceri;
- contro l'ernia e le piaghe da decubito.

A Firenze furono patroni della famiglia De' Medici e la loro presenza simboleggiò quasi sempre una commissione medicea; tra gli artisti che raffigurarono i due santi, vi furono il Beato Angelico e Donatello. Nella Sagrestia Nuova allievi di Michelangelo hanno realizzato le sculture dei due Santi, collocate intorno a una statua della Vergine eseguita da Michelangelo stesso.
Nel Vudù, le immagini dei due martiri servono per rappresentare i gemelli Marassa, dei Loa molto importanti e potenti che sono i primi ad essere pregati.